# Rachel McAdams
Rachel Anne McAdams (ur. 17 listopada 1978 w London) – kanadyjska aktorka filmowa i telewizyjna.
Swoją karierę rozpoczęła po uzyskaniu stopnia licencjata na wydziale teatralnym York University w 2001 roku. Jej pierwszym filmem amerykańskim była wydana w następnym roku komedia Gorąca laska. Rok 2004 okazał się punktem zwrotnym w karierze aktorki, ponieważ ukazały się wtedy dwie przebojowe produkcje z jej udziałem: Wredne dziewczyny i Pamiętnik. W 2005 roku premierę miały jej trzy filmy: komedia romantyczna Polowanie na druhny, thriller Red Eye i komediodramat Rodzinny dom wariatów. Media nadały jej wtedy tytuł „następnej Julii Roberts”.
W 2006 roku przerwała karierę, aby skupić się na sobie i swojej rodzinie. Po kilkunastu miesiącach wróciła rolą w niezależnym obrazie Życie małżeńskie (2007).
W 2009 roku nastąpił jej powrót do wysokobudżetowych produkcji: zagrała w thrillerze politycznym Stan gry, melodramacie Zaklęci w czasie i przygodowym Sherlocku Holmesie w reżyserii Guya Ritchiego. W 2010 roku wystąpiła w komedii Dzień dobry TV. W 2011 roku pojawiła się w komedii romantycznej O północy w Paryżu w reżyserii Woody’ego Allena i gościnnie w Sherlocku Holmesie: Gra cieni. W 2012 roku na ekrany kin weszły trzy produkcje z jej udziałem: melodramaty I że cię nie opuszczę i To the Wonder Terrence’a Malicka oraz thriller Namiętność Briana De Palmy. W 2013 zagrała główną rolę (obok Domhalla Gleesona) w komedii romantycznej Richarda Curtisa Czas na miłość (ang.: About Time). W 2015 roku występowała w drugim sezonie serialu kryminalnego HBO: Detektyw.
W 2016 roku została nominowana do Oscara i nagrody Amerykańskiej Gildii Aktorów Filmowych za rolę dziennikarki śledczej Sachy Pfeiffer w filmie Spotlight. W 2016 wszedł na ekrany film z jej udziałem, powstały na podstawie komiksów wydawnictwa Marvel Comics – Doctor Strange. W 2017 zagrała jedną z głównych ról w dramacie romantycznym Nieposłuszne oraz w komediach Wieczór gier (2018) i Eurovision Song Contest: Historia zespołu Fire Saga (2020).

## Życiorys

### Wczesne lata
Rachel Anne McAdams urodziła się 17 listopada 1978 roku w Londonie leżącym w kanadyjskiej prowincji Ontario, lecz dorastała w pobliskim St. Thomas. Jej matka, Sandra (z domu Gale), była pielęgniarką, a ojciec, Lance, pracował jako kierowca ciężarówki i spedytor. Ma dwoje młodszego rodzeństwa: brata Daniela i siostrę Kayleen (wizażystka).
Od czwartego roku życia trenowała łyżwiarstwo figurowe i do osiągnięcia wieku osiemnastu lat brała udział w regionalnych zawodach łyżwiarskich, niekiedy je wygrywając. Gdy rozpoczęła studia, uznała, iż brakuje jej odpowiedniej samodyscypliny i zrezygnowała z uprawiania tego sportu.
W St. Thomas ukończyła szkołę podstawową (Myrtle Street Public School) i średnią (Central Elgin Collegiate Institute). Podczas trzech letnich wakacji pracowała w lokalnej restauracji należącej do sieci McDonald’s.
Od dwunastego roku życia występowała w przedstawieniach teatru dziecięcego z Londonu. Za jedną z ról otrzymała nagrodę na przeglądzie teatralnym Sears Ontario Drama Festival. W czasie wyboru dalszej drogi edukacji, początkowo planowała rozpoczęcie studiów kulturoznawczych, ale nauczycielka prowadząca koło teatralne przekonała ją, aby wybrała naukę w szkole teatralnej. Zapisała się na wydział teatralny York University w Toronto, który ukończyła ze stopniem licencjata (Bachelor of Fine Arts) w 2001 roku. Podczas studiów współpracowała z tamtejszym Necessary Angels Theatre Company.

### Kariera (2001–2005)

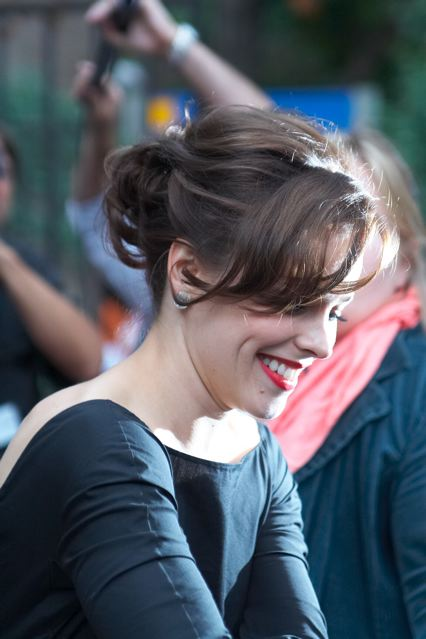
McAdams rozdająca autografy, wrzesień 2007

Na dużym ekranie zadebiutowała w kanadyjsko-włoskiej koprodukcji My Name is Tanino z 2002 roku. Za rolę nastoletniej Patsy w następnym filmie, Perfect Pie (2002), otrzymała nominację do nagrody Genie. Jej pierwszym filmem zrealizowanym w Hollywood była komedia Gorąca laska z 2002 roku, w której zagrała postać złośliwej nastolatki, która zamienia się ciałami z drobnym kryminalistą. Jak sama później przyznała, film ten był „ogromnym kamieniem milowym” w jej karierze. Następnie powróciła do Kanady, gdzie wystąpiła w kilku odcinkach telewizyjnego miniserialu komediowego Slings and Arrows.
Przełomem w jej karierze okazał się udział w komedii młodzieżowej Wredne dziewczyny (2004). 25-letnia wówczas McAdams zagrała w niej rolę Reginy George, złośliwej nastolatki będącej przywódczynią grupy licealnych piękności. Film ten osiągnął sukces kasowy w Stanach Zjednoczonych, a krytycy komplementowali go i porównywali do Clueless z 1995 roku. Grę McAdams oceniono przychylnie, a „USA Today” pochwalił jej „talent komediowy”.
Jej drugim filmem z 2004 roku był Pamiętnik, adaptacja popularnej powieści Nicholasa Sparksa. Wraz z Ryanem Goslingiem zagrali parę kochanków z lat 40. XX wieku, rozdzieloną przez koleje losu. Pomimo „ckliwej” historii, krytycy byli pod wrażeniem postaci wykreowanych przez McAdams i Goslinga. Recenzent „The New York Times” napisał: „Ich gra jest tak spontaniczna i porywająca, że szybko utożsamiasz się z lekkomyślnymi kochankami, uosabiającymi niewinność, która całkowicie zniknęła z życia amerykańskich nastolatków. Wbrew zdrowemu rozsądkowi, dopingujesz parze w pokonywaniu przeciwności losu”. Film nieoczekiwanie stał się przebojem. McAdams otrzymała nominacje do kilku nagród, głównie do MTV Movie Awards i Teen Choice Awards. „Jestem bardzo wdzięczna, że mogłam zagrać w filmie, na który ludzie zareagowali w taki sposób”, powiedziała magazynowi „Elle” w 2011 roku. „To była wielka sprawa”.
W 2005 roku wystąpiła w trzech filmach. W komedii romantycznej Polowanie na druhny zagrała drugoplanową rolę Claire Cleary, córki wpływowego polityka i obiekt uczuć postaci granej przez Owena Wilsona. Film osiągnął sukces kasowy, zarabiając ponad 285 mln dolarów na całym świecie. Szefowa krytyków filmowych „The New York Times”, Manohla Dargis, uznała, że „McAdams oddaje większość ze swojej niedopracowanej postaci” oraz „z każdą nową rolą staje się coraz bardziej interesująca”.
Następnie wystąpiła u boku Cilliana Murphy’ego w thrillerze Red Eye, w reżyserii Wesa Cravena, opowiadającym o młodej kobiecie zmuszonej do wykonywania poleceń od terrorysty. Film okazał się sukcesem kasowym i otrzymał dosyć dobre opinie od recenzentów. „Variety” określił McAdams jako „coraz bardziej imponującą”, a Roger Ebert stwierdził, że „wnosi do roli więcej osobowości i wiarygodności, niż jest to tak naprawdę oczekiwane. Ten występ daje jej przepustkę do bardziej wymagających ról”.
Jej ostatnim filmem z tego roku był komediodramat Rodzinny dom wariatów u boku m.in. Diane Keaton, Sarah Jessiki Parker, Luke’a Wilsona i Claire Danes. Obraz ten zdobył sporą widownię i ogólnie pozytywne opinie. „The New York Times” napisał: „Ujmująca osobowość ekranowa pani McAdams zdobywa twoją uwagę i sympatię, pomimo źle skrojonego charakteru jej postaci”, a „Variety” uznał: „zepchnięta w cień, ale wciąż promieniująca McAdams po raz kolejny udowadnia, że jest prawdziwą okazją, dając wspaniale zadziorny występ”.
W grudniu 2005 roku zaproszono ją do wzięcia udziału w sesji zdjęciowej dla magazynu „Vanity Fair” wraz z Scarlett Johansson i Keirą Knighthley. Gdy przybyła na plan zdjęciowy i uświadomiła sobie, że sesja ta będzie rozbierana, zdecydowała się z niej zrezygnować. Niedługo później zwolniła swojego asystenta, który nie poinformował jej wcześniej o tym fakcie. Knightley tak opisała tę sytuację: „Jak pamiętam, było to właściwie mało dramatyczne. Już na samym początku Rachel powiedziała po prostu Nie wchodzę w to. Jest uroczą dziewczyną i naprawdę szanuję ją za to, co zrobiła”. Fotograf sesji, Tom Ford, wyjaśnił to tak: „Ona uzmysłowiła sobie, że to nie było w porządku wobec niej... Zaraz potem poprosiła mnie, czy może nie brać udziału w sesji”. Gdy w 2008 roku zapytano McAdams o ten incydent, odpowiedziała: „nie żałuję”.

### Przerwa w karierze i role w niskobudżetowych produkcjach (2006-2008)

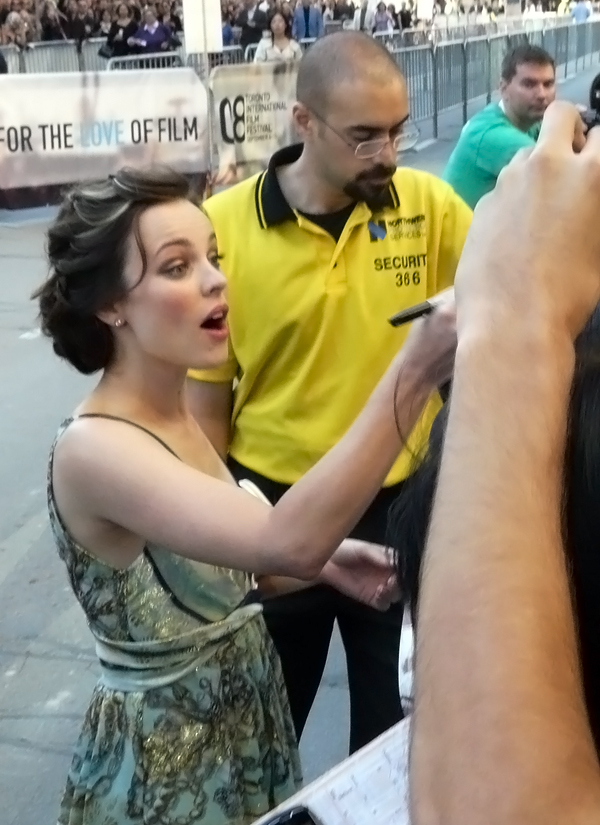
McAdams na Międzynarodowym Festiwalu Filmowym w Toronto, wrzesień 2008

Po pracowitym okresie, w 2005 roku zdecydowała wziąć przerwę od pracy oraz skupić się na sobie i swojej rodzinie. „W tym czasie to było najlepsze, co mogłam zrobić”, powiedziała później. Podczas tego okresu odrzuciła główne role kobiece w filmach: Casino Royale, Mission: Impossible III, Diabeł ubiera się u Prady i Dorwać Smarta. Mimo przerwy w aktywności, w 2006 roku nominowano ją do nagrody BAFTA dla wschodzącej gwiazdy. W lutym tego samego roku poprowadziła ceremonię wręczenia Oscarów w kategoriach technicznych. Pod koniec tego roku powróciła do aktorstwa rolą w niezależnym dramacie Życie małżeńskie. Na ekrany amerykańskich kin wszedł on w marcu 2008 roku, ponad dwa lata po Rodzinnym domu wariatów, poprzednim filmie z udziałem McAdams. Zarówno film, jak i jej interpretacja młodej wdowy, będącej w związku z żonatym mężczyzną planującym morderstwo swej żony, były krytykowane; Peter Howell z „Toronto Star” przyrównał ją i resztę obsady filmu do „drewnianych kukiełek”. Jej następnym obrazem był komediodramat Szczęśliwy powrót, którego światowa premiera miała miejsce na Międzynarodowym Festiwalu Filmowym w Toronto we wrześniu 2008 roku. Zrealizowany za 14 mln dolarów film okazał się porażką finansową, zarabiając na świecie 287 tys. $. Z amerykańskich kin wycofano go po tygodniu wyświetlania. „[Film] jest tandetny i ignorancki”, napisał Kyle Smith w komentarzu dla „New York Post”.

### Powrót do wysokobudżetowych produkcji (od 2009)
Jej pierwszym obrazem z 2009 roku był dobrze oceniany thriller polityczny Stan gry, na planie którego spotkała się z Benem Affleckiem, Helen Mirren i Russellem Crowe’em. Tworząc postać młodej i ambitnej dziennikarki zajmującej się śledztwem związanym z najwyższymi kręgami władzy wzorowała się na osobie Julie Bykowicz z „The Baltimore Sun”.
Jej następnym projektem był melodramat Zaklęci w czasie; adaptacja bestsellerowej powieści Żona podróżnika w czasie autorstwa Audrey Niffenegger. Jednym z producentów obrazu był Brad Pitt. Fabuła filmu koncentruje się wokół bibliotekarza (Eric Bana), który posiada niekontrolowaną zdolność podróży w czasie. McAdams zagrała jego żonę, artystkę Clarę Abshire, która stara się utrzymać bliski kontakt ze swoim mężem, pomimo jego choroby. Chociaż Zaklęci w czasie przyniósł ponad 100 mln dolarów przychodu, został zmiażdżony przez krytyków.

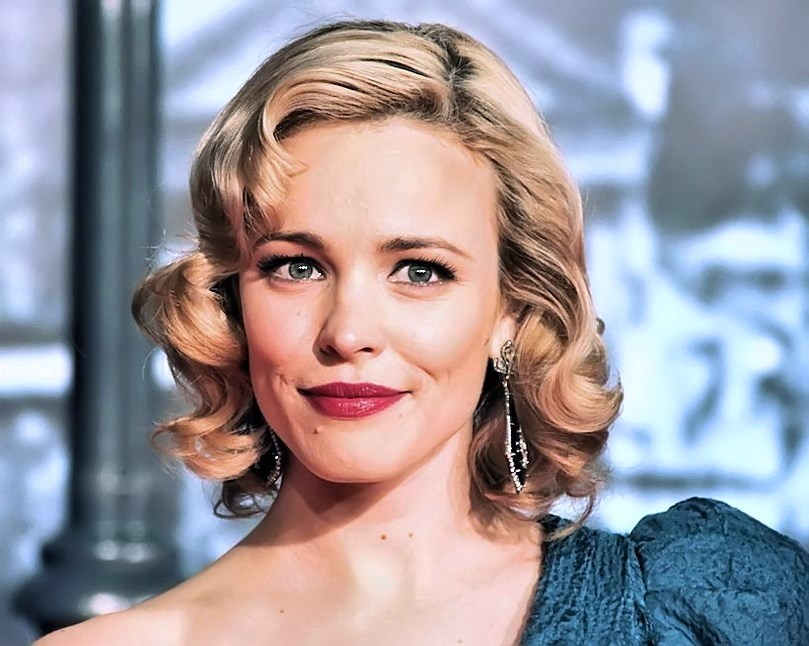
Rachel McAdams na premierze Sherlocka Holmesa w 2009

Ostatnim filmem z tego roku był Sherlock Holmes w reżyserii Guya Ritchiego z Robertem Downey Jr. w roli tytułowej. McAdams zagrała w nim drugoplanową rolę femme fatale Irene Adler. Przyjęła tę rolę, wierząc, że będzie ona odskocznią od jej wcześniejszych ról oraz okazją na zaprezentowanie swojej sprawności fizycznej, gdyż sama wykonywała sceny kaskaderskie. Film zebrał przychylne recenzje i okazał się najbardziej kasowym w jej dorobku, zarabiając 524 mln dolarów. Krytycy nie byli poruszeni grą McAdams. Jej kolejny film, Dzień dobry TV (2010), opowiada o ambitnej producentce (McAdams) próbującej odbudować popularność upadającej telewizji porannej. Jako źródło inspiracji dla niej posłużyła kreacja Rosalind Russell w Dziewczynie Piętaszku (1940) i aby móc lepiej zapoznać się z tematem, gościła w kilku magazynach porannych. Film okazał się artystycznym i finansowym rozczarowaniem. Mimo to Kenneth Turan z „Los Angeles Times” stwierdził, iż ze względu na grę McAdams, film jest wart obejrzenia.
Następnym obrazem z McAdams była komedia romantyczna O północy w Paryżu (2011) w reżyserii i według scenariusza Woody’ego Allena, która otworzyła 64. Międzynarodowy Festiwal Filmowy w Cannes. Zagrała w niej postać Inez, płytkiej i filisterskiej narzeczonej głównego bohatera (Owen Wilson). Allen stworzył tę postać z myślą o McAdams, po usłyszeniu pochlebnych opinii na jej temat ze strony Diane Keaton. McAdams powiedziała później, że współpraca z Allenem była wyjątkowym przeżyciem i niezwykłym w porównaniu z innymi filmami. Krytycy chwalili film Allena, jednakże McAdams zebrała chłodne opinie odnośnie do swojej gry; jeden z recenzentów określił jej rolę jako „naprawdę niewdzięczną”. Przyniósł on w Ameryce najwyższy przychód brutto (bez uwzględnienia inflacji) spośród wszystkich dotychczasowych filmów Allena i był najbardziej dochodowym filmem kina niezależnego w 2011. Przy budżecie 17 mln USD, film zarobił na świecie ponad 151 mln USD. McAdams, wraz z innymi sześcioma członkami obsady, była nominowana do Nagrody Gildii Aktorów Ekranowych za wybitny występ zespołu aktorskiego w filmie kinowym. Woody Allen zdobył Oskara za najlepszy scenariusz, a film był nominowany do nagrody w 3 kategoriach, w tym za najlepszy film. McAdams ponownie wcieliła się w rolę Irene Adler w sequelu Sherlock Holmes: Gra cieni, jednak główną rolę żeńską otrzymała Noomi Rapace. Joel Silver, producent filmu, powiedział w wywiadzie, że „zawsze zamierzaliśmy angażować do każdego filmu inną dziewczynę” podobnie jak „dziewczyny Bonda” w filmach z Jamesem Bodem. Stwierdził, że „było skomplikowaną sprawą” przekonać McAdams, żeby powróciła w mniejszej roli: „Ona uwielbiała pracować z nami, ale miała nadzieję na większą rolę”. Jej występ został pozytywnie oceniony m.in. w The Wall Street Journal i The Huffington Post. Film zarobił na świecie ponad 545 mln USD.
Pod koniec 2010 roku w Toronto rozpoczęło się kręcenie zdjęć do melodramatu I że cię nie opuszczę (ang. The Vow). Ten oparty na autentycznej historii film, wszedł na ekrany w 2012 i McAdams wystąpiła w nim u boku Channinga Tatuma. McAdams i Tatum zagrali młodą parę, która próbuje odbudować swój związek po wypadku samochodowym, po którym żona doznała amnezji, tracąc wspomnienia z czasów ich małżeństwa i związku. The New York Times stwierdził, że „urocza Rachel McAdams” wniosła „tyle fizycznego uroku i emocjonalnego ciepła, że odwraca uwagę od banalnego otoczenia i cienkiej fabuły”. Newsday pisał, że McAdams „emanuje jak zwykle niesamowitym ciepłem na ekranie” i „jest prawdziwą atrakcją [tego filmu]”. Los Angeles Times komentował, że ona „marnuje się” w tej roli: „Ona jest tak uroczą i pociągającą aktorką, że mogłaby zostać o wiele lepiej wykorzystana”. Time stwierdzał, że film jest przykładem „dryfowania” McAdams w „bezwstydnie romantycznych” filmach i twierdził, że „jest ona o wiele bardziej wszechstronną i zdolną aktorką” niż świadczą o tym filmy w których występuje. Film, z budżetem w wysokości 30 mln USD, odniósł wielki sukces komercyjny i stał się największym kasowym hitem w którym grała główną rolę, w jej dotychczasowej karierze. Premiera fimu odbyła się 14 lutego 2012 i zarobił on ponad 196 mln USD na całym świecie.
Filmowiec Terrence Malick obsadził ją w swoim melodramacie To The Wonder u boku Olgi Kurylenko, Javiera Bardema i Bena Afflecka.
McAdams otrzymała rolę kobiety, która pracuje w stadninie w Oklahomie. IndieWire odnotował, że „McAdams ma najmniejszą rolę do odegrania spośród głównych postaci, lecz doskonale wyraża udrękę i smutek w krótkich epizodach z jej udziałem”. The Telegraph uważał, że „nigdy nie była lepsza”, lecz Variety pisał, że „w czasie gdy gra, Malick wydaje się co najmniej w równym stopniu zainteresowany końmi w jej stadninie, co nią samą”. Film zarobił w USA ponad 587 tys. USD.
W thrillerze erotycznym Briana De Palmy Namiętność (ang.: Passion) McAdams i Noomi Rapace zagrały dwie walczące o władzę menedżerki. Variety zapewniał, że pomimo braku gwiazdorskiej obsady, nie można oderwać się od ekranu. Jednak The New York Times stwierdził, że nie potrafi ona zagrać podłej postaci, a Los Angeles Times zauważył, że była to pomyłka w obsadzie i że w wykonaniu McAdams oraz Rapace, wygląda to bardziej na kłótnię dwóch koleżanek na studiach, niż na międzypokoleniową walkę o władzę.
Następnym filmem, w którym zagrała główną rolę (obok Domhalla Gleesona), była komedia romantyczna Richarda Curtisa Czas na miłość (ang.: About Time). Pierwotnie główną rolę kobiecą miała zagrać Zooey Deschanel, lecz ostatecznie zdecydowano się na McAdams. Film opowiada o młodym mężczyźnie, który potrafi podróżować w czasie i próbuje zmienić swoją przeszłość, aby odzyskać utraconą dziewczynę. Premiera filmu miała miejsce 8 sierpnia 2013 w Londynie. Variety chwalił Gleesona i McAdams za „promienną, wiarygodną chemię” między nimi, która sprawia, że film można wysoko ocenić. The Daily Mail odnotował, że „nieodmiennie urocza” McAdams zagrała już w dwóch innych filmach, których fabuła opiera się na podróży w czasie, lecz przyznał, że „Na szczęście, zagrana przez nią postać, ujmująco pozostająca pod wpływem roli Audrey Tautou w Amelii, jest na tyle odmienna, że nie ma się wrażenia déjà vu.”.
W styczniu 2014 miał premierę na Sundance Film Festival thriller szpiegowski Bardzo poszukiwany człowiek (ang.: A Most Wanted Man) w reżyserii Antona Corbijna, będący adaptacją powieści Johna le Carré pod tym samym tytułem. McAdams zagrała w nim jedną z głównym ról obok Philipa Seymoura Hoffmana, Robina Wrighta i Willema Dafoe.
W 2013 zaczęła nagrywać dialogi do animowanej wersji Małego Księcia (ang.: The Little Prince); oprócz niej głosu postaciom w filmie użyczyli również m.in. Marion Cotillard, Jeff Bridges, James Franco, Benicio del Toro i Paul Giamatti.
W dramacie Wima Wendersa Every Thing Will Be Fine wystąpiła u boku Jamesa Franco, w roli dziewczyny granej przez niego postaci.
W 2015 zagrała reporterkę Sachę Pfeiffer w filmie Spotlight, co przyniosło jej nominację do Oscara.
McAdams zagrała również w komedii romantycznej Camerona Crowe’a, Witamy na Hawajach. W głównych rolach wystąpili także Bradley Cooper i Emma Stone, lecz mimo gwiazdorskiej obsady film spotkał się z negatywną reakcją zarówno wśród widzów, jak i krytyków.

## Odbiór
Część magazynów, między innymi „W”, stwierdziło, że McAdams posiada wizerunek „grzecznej dziewczyny”. W 2004 roku, Po przełomie w karierze, uważano ją za „wschodzącą gwiazdę” i nową it girl, jednak McAdams nie zaakceptowała tego tytułu. Nazwano ją także jako „następną Julią Roberts”. Sukcesy kasowe, jakie osiągnęły jej ówczesne filmy, sprawiły, że niektóre osoby związane z branżą filmową przewidywały, iż McAdams znajdzie się wśród największych gwiazd kina. Po okresie nieobecności w centrum zainteresowania, spowodowanej przerwą w karierze i latami bez filmowego przeboju, w „Entertainmet Weekly” opublikowano artykuł, w którym dopatrywano w Zaklętych w czasie szansę na powrót McAdams do utraconej formy.
W 2011 roku McAdams znalazła się na 20. miejscu listy najbardziej sympatycznych celebrytów sporządzonej przez agencję badania rynku E-Poll Research. Przez dwa lata z rzędu umieszczano ją w corocznym zestawieniu stu najseksowniejszych kobiet roku (Maxim Hot 100) według redakcji miesięcznika dla mężczyzn „Maxim”. Zajęła 14. i 17. miejsce, odpowiednio w 2005 i 2006 roku. AskMen.com, internetowy portal dla mężczyzn, ulokował ją na 35. miejscu listy 99 najbardziej pożądanych kobiet 2011 roku.

## Życie prywatne

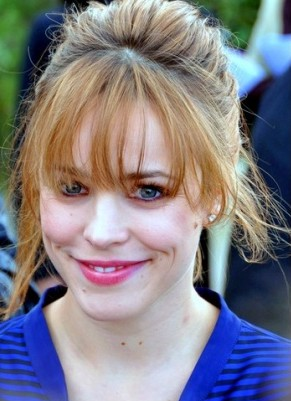
McAdams na festiwalu w Deauville (2009)

Rachel McAdams nie jest obywatelką Stanów Zjednoczonych, ale posiada tzw. zieloną kartę. W okresie wolnym od pracy, mieszka wraz z młodszym bratem w miasteczku pod Toronto. Decyzję o nieprzeprowadzeniu się do Los Angeles, co jest sprzeczne z tym, co czynią inni aktorzy w jej wieku, uzasadniła w czerwcu 2005 roku: „Aktorstwo jest moim zawodem. Nie jest moim życiem. Moje życie jest w Toronto”. Chociaż w okresie dorastania często oglądała opery mydlane, obecnie nie posiada w swoim domu telewizora, ponieważ obawia się uzależnienia od telewizji. Jako źródła informacji o wydarzeniach na świecie używa radia. Choruje także na aerofobię.
Aktorka przywiązuje dużą wagę do ochrony środowiska. M.in. nie używa klimatyzatorów oraz często nosi stare ubrania, niektóre z nich posiada od ponad 10 lat. Od 2007 roku wraz z dwiema przyjaciółkami prowadzi stronę internetową, GreenIsSexy.org, o stylu życia przyjaznym dla środowiska. Jej dom jest zaopatrywany w energię przez firmę Bullfrog, która dostarcza energię pochodzącą ze źródeł odnawialnych. Przemieszcza się po Toronto rowerem i nie posiada samochodu, ale jeździ wynajmowanym samochodem, kiedy jest w Los Angeles, ponieważ jest to miasto „mniej przyjazne dla ruchu rowerowego”. Przez kilka lat była wegetarianką, ale przestała nią być, gdyż uznała to za zbyt męczące i wymagające. Jak wyjaśniła: „Jestem tylko człowiekiem”. McAdams, wychowana w skromnych warunkach, wyznała, że zamiast powiększać swój majątek, woli wydawać pieniądze na zdobywanie nowych doświadczeń, podróże oraz potrawy.
Angażuje się w działalność społeczną. Jesienią 2005 była wolontariuszką w Biloxi i Luizjanie, angażując się w usuwanie szkód wyrządzonych przez Huragan Katrina, a w 2010 wspierała próby ograniczenia szkód wyrządzonych przez wyciek ropy do wód Zatoki Meksykańskiej po eksplozji platformy wiertniczej Deepwater Horizon. W 2006 McAdams wzięła udział w demonstracji Day Without Immigrants w Los Angeles, protestu przeciwko próbom zaostrzeniu polityki imigracyjnej w Stanach Zjednoczonych. W 2007 McAdams zasiadała w jury konkursu organizowanego przez TreeHugger, będącego częścią wysiłków wspierających organizację serii koncertów Live Earth. W 2010 apelowała o wsparcie dla Haiti podczas telethonu Canada for Haiti. W 2011 McAdams uczestniczyła w Foodstock, proteście przeciwko otwarciu olbrzymiego kamieniołomu w Melancthon (Ontario) i w demonstracji Occupy Toronto. W 2013 zagrała w dwóch filmach promocyjnych dla Food & Water First Movement, ruchu na rzecz zachowania i ochrony gruntów rolnych i źródeł wody w Ontario w Kanadzie oraz była wolontariuszką w Habitat for Humanity w rodzinnym St. Thomas. W 2014 będzie narratorką filmu dokumentalnego Take Me To The River, który ma pokazać wysiłki na rzecz ochrony północnoamerykaskich rzek.
Po skompletowaniu zdjęć do Pamiętnika, zaczęła spotykać się z partnerem z planu filmowego, Kanadyjczykiem Ryanem Goslingiem. W pewnym okresie byli zaręczeni i planowali ślub. Ich związek trwał trzy lata, od 2004 do lutego 2007 roku. W 2008 roku powrócili do siebie na krótko, zanim ponownie się rozstali. W 2009 roku miała przelotny romans z Joshem Lucasem. Od 2010 do początku 2013 pozostawała w związku z walijskim aktorem Michaelem Sheenem, partnerem z filmu O północy w Paryżu, którego poznała na planie tegoż obrazu.
Aktorka jest związana z Jamiem Lindenem, z którym spotyka się od 2016. W kwietniu 2018 urodził im się syn, a w maju 2022 roku córka.

## Filmografia

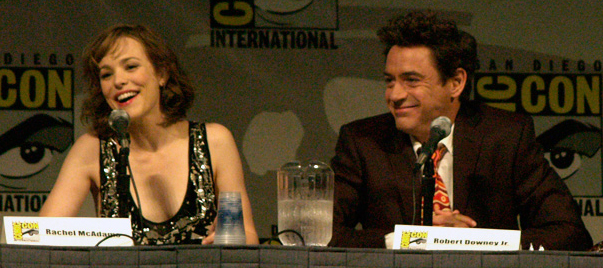
McAdams z Robertem Downey Jr. na konferencji prasowej, lipiec 2009

### Film
| Rok  | Tytuł                                               | Rola                            | Uwagi                         |
| ---- | --------------------------------------------------- | ------------------------------- | ----------------------------- |
| 2002 | My Name is Tanino                                   | Sally Garfield                  |                               |
| 2002 | Perfect Pie                                         | Patsy Grady (15 lat)            |                               |
| 2002 | Gorąca laska                                        | Jessica Spencer / Clive Maxtone |                               |
| 2004 | Wredne dziewczyny                                   | Regina George                   |                               |
| 2004 | Pamiętnik                                           | Allison „Allie” Hamilton        |                               |
| 2005 | Polowanie na druhny                                 | Claire Cleary                   |                               |
| 2005 | Red Eye                                             | Lisa Reisert                    |                               |
| 2005 | Rodzinny dom wariatów                               | Amy Stone                       |                               |
| 2007 | Życie małżeńskie                                    | Kay Nesbitt                     |                               |
| 2008 | Szczęśliwy powrót                                   | Colee Dunn                      |                               |
| 2009 | Stan gry                                            | Della Frye                      |                               |
| 2009 | Zaklęci w czasie                                    | Clare Abshire                   |                               |
| 2009 | Sherlock Holmes                                     | Irene Adler                     |                               |
| 2010 | Dzień dobry TV                                      | Becky Fuller                    |                               |
| 2011 | O północy w Paryżu                                  | Inez                            |                               |
| 2011 | Sherlock Holmes: Gra cieni                          | Irene Adler                     | Cameo                         |
| 2012 | I że cię nie opuszczę                               | Paige Collins                   |                               |
| 2012 | Namiętność                                          | Christine Stanford              |                               |
| 2012 | Wątpliwości                                         | Jane                            |                               |
| 2013 | Czas na miłość                                      | Mary                            |                               |
| 2014 | Bardzo poszukiwany człowiek                         | Annabel Richter                 |                               |
| 2014 | Take Me To The River                                | narrator                        | film dokumentalny             |
| 2015 | Every Thing Will Be Fine                            | Sara                            |                               |
| 2015 | Mały książę                                         | Matka (głos, wersja angielska)  | film animowany                |
| 2015 | Witamy na Hawajach                                  | Tracy Woodside                  |                               |
| 2015 | Do utraty sił                                       | Maureen Hope                    |                               |
| 2015 | Spotlight                                           | Sacha Pfeiffer                  |                               |
| 2016 | Doktor Strange                                      | Christine Palmer                |                               |
| 2017 | Nieposłuszne                                        | Esti Kuperman                   |                               |
| 2018 | Wieczór gier                                        | Annie                           |                               |
| 2020 | Eurovision Song Contest: Historia zespołu Fire Saga | Sigrit Ericksdóttir             |                               |
| 2022 | Doktor Strange w multiwersum obłędu                 | Christine Palmer                |                               |
| 2023 | Jesteś tam, Boże? To ja, Margaret                   | Barbara Simon                   | adaptacja powieści Judy Blume |

### Telewizja
| Rok        | Tytuł                     | Rola                     | Uwagi                                                                        |
| ---------- | ------------------------- | ------------------------ | ---------------------------------------------------------------------------- |
| 2001       | Shotgun Love Dolls        | Beth Swanson             | pilot serialu                                                                |
| 2001       | Sławny Jett Jackson       | Hannah Grant             | odc. Food for Thought                                                        |
| 2002       | Ziemia: Ostatnie starcie  | Christine Bickwell       | odc. Szkoła Atavusów                                                         |
| 2002       | Zła znajomość             | Danielle Mason           | film telewizyjny                                                             |
| 2003– 2005 | Slings and Arrows         | Kate McNab / Kate McNeil | 7 odcinków                                                                   |
| 2014       | Who Do You Think You Are? | ona sama                 | odc. Rachel McAdams                                                          |
| 2015       | Detektyw                  | Ani Bezzerides           | 8 odcinków (sezon drugi)                                                     |
| 2018       | Wyjaśniamy                | Narrator                 | odc. Dlaczego kobiety zarabiają mniej                                        |
| 2021       | A gdyby...?               | Christine Palmer         | rola dubbingowa; odc. A gdyby... Doktor Strange stracił serce zamiast dłoni? |
| 2023       | Dave                      | ona sama                 | 3 odcinki                                                                    |

## Nagrody i nominacje
| Rok  | Nagroda                           | Kategoria                                                                         | Film/-y                                                | Wynik     |         |
| ---- | --------------------------------- | --------------------------------------------------------------------------------- | ------------------------------------------------------ | --------- | ------- |
| 2003 | Genie                             | Najlepsza aktorka drugoplanowa                                                    | Perfect Pie                                            | Nominacja | [ 148 ] |
| 2004 | Teen Choice Awards                | Filmowy przełomowy żeński występ aktorski                                         | Wredne dziewczyny i Pamiętnik                          | Nominacja | [ 149 ] |
| 2004 | Teen Choice Awards                | Najlepszy filmowy wybuch złości                                                   | Wredne dziewczyny                                      | Nominacja | [ 149 ] |
| 2004 | Teen Choice Awards                | Ulubiona aktorka komedii                                                          | Wredne dziewczyny                                      | Nominacja | [ 149 ] |
| 2004 | Teen Choice Awards                | Ulubione filmowe zarumienienie się                                                | Wredne dziewczyny                                      | Nominacja | [ 149 ] |
| 2004 | Teen Choice Awards                | Ulubiony oślizgły typ                                                             | Wredne dziewczyny                                      | Nominacja | [ 149 ] |
| 2004 | Gemini Awards                     | Best Performance by an Actress in a Featured Supporting Role in a Dramatic Series | Slings and Arrows (za odcinek „A Mirror Up To Nature”) | Wygrana   | [ 150 ] |
| 2005 | MTV Movie Awards                  | Najlepsza żeńska rola przełomowa                                                  | Wredne dziewczyny                                      | Wygrana   | [ 151 ] |
| 2005 | MTV Movie Awards                  | Najlepszy filmowy pocałunek (wraz z Ryanem Goslingiem)                            | Pamiętnik                                              | Wygrana   | [ 152 ] |
| 2005 | MTV Movie Awards                  | Najlepszy ekranowy zespół (wraz z Lindsay Lohan, Lacey Chabert i Amandą Seyfried) | Wredne dziewczyny                                      | Wygrana   | [ 152 ] |
| 2005 | MTV Movie Awards                  | Najlepsza aktorka                                                                 | Pamiętnik                                              | Nominacja | [ 151 ] |
| 2005 | MTV Movie Awards                  | Najlepszy czarny charakter                                                        | Wredne dziewczyny                                      | Nominacja | [ 151 ] |
| 2005 | ShoWest Awards                    | Supporting Actress of the Year                                                    | Wredne dziewczyny i Pamiętnik                          | Wygrana   | [ 153 ] |
| 2005 | Teen Choice Awards                | Ulubiona aktorka dramatu                                                          | Pamiętnik                                              | Wygrana   | [ 154 ] |
| 2005 | Teen Choice Awards                | Ulubiona chemia filmowa (wraz z Ryanem Goslingiem)                                | Pamiętnik                                              | Wygrana   | [ 154 ] |
| 2005 | Teen Choice Awards                | Ulubiony pocałunek (wraz z Ryanem Goslingiem)                                     | Pamiętnik                                              | Wygrana   | [ 154 ] |
| 2005 | Teen Choice Awards                | Najseksowniejsza filmowa scena miłosna (wraz z Ryanem Goslingiem)                 | Pamiętnik                                              | Wygrana   | [ 154 ] |
| 2005 | Teen Choice Awards                | Ulubiona scena taneczna (wraz z Ryanem Goslingiem)                                | Pamiętnik                                              | Nominacja | [ 155 ] |
| 2005 | Satelita                          | Najlepsza aktorka drugoplanowa w komedii lub musicalu                             | Rodzinny dom wariatów                                  | Nominacja | [ 156 ] |
| 2005 | Hollywood Breakthrough Award      | Breakthrough Actress                                                              | –                                                      | Wygrana   | [ 157 ] |
| 2006 | BAFTA                             | Wschodząca gwiazda                                                                | –                                                      | Nominacja | [ 47 ]  |
| 2006 | MTV Movie Awards                  | Najlepsza rola                                                                    | Red Eye                                                | Nominacja | [ 158 ] |
| 2006 | Saturn                            | Najlepsza aktorka                                                                 | Red Eye                                                | Nominacja | [ 159 ] |
| 2006 | Teen Choice Awards                | Ulubiona aktorka komedii                                                          | Polowanie na druhny i Rodzinny dom wariatów            | Wygrana   | [ 160 ] |
| 2006 | Teen Choice Awards                | Ulubiona filmowa scena krzyku                                                     | Red Eye                                                | Nominacja | [ 161 ] |
| 2006 | Teen Choice Awards                | Ulubiony pocałunek (wraz z Owenem Wilsonem)                                       | Polowanie na druhny                                    | Nominacja | [ 161 ] |
| 2006 | Gemini Awards                     | Best Performance by an Actress in a Guest Role Dramatic Series                    | Slings and Arrows (za odcinek „Season’s End”)          | Nominacja | [ 162 ] |
| 2009 | ShoWest                           | Female Star of the Year                                                           | –                                                      | Wygrana   | [ 163 ] |
| 2010 | Saturn                            | Najlepsza aktorka drugoplanowa                                                    | Sherlock Holmes                                        | Nominacja | [ 164 ] |
| 2010 | Teen Choice Awards                | Ulubiona aktorka filmu akcji / filmu przygodowego                                 | Sherlock Holmes                                        | Wygrana   | [ 165 ] |
| 2010 | Teen Choice Awards                | Ulubiona aktorka w filmie science-fiction                                         | Zaklęci w czasie                                       | Nominacja | [ 166 ] |
| 2011 | Satelita                          | Najlepsza aktorka w roli drugoplanowej                                            | O północy w Paryżu                                     | Nominacja | [ 167 ] |
| 2011 | Nagroda Gildii Aktorów Ekranowych | Wybitny występ zespołu aktorskiego w filmie kinowym                               | O północy w Paryżu                                     | Nominacja | [ 168 ] |
| 2012 | MTV Movie Awards                  | Najlepszy filmowy pocałunek (wraz z Channingiem Tatumem)                          | I że cię nie opuszczę                                  | Nominacja | [ 169 ] |
| 2012 | Teen Choice Awards                | Ulubiona aktorka w filmie dramatycznym                                            | I że cię nie opuszczę                                  | Nominacja | [ 170 ] |
| 2012 | Teen Choice Awards                | Ulubiona aktorka w filmie romantycznym                                            | I że cię nie opuszczę                                  | Nominacja | [ 171 ] |
| 2012 | Teen Choice Awards                | Ulubiony pocałunek (wraz z Channingiem Tatumem)                                   | I że cię nie opuszczę                                  | Nominacja | [ 171 ] |
| 2013 | People’s Choice Award             | Ulubiona aktorka dramatyczna                                                      | I że cię nie opuszczę                                  | Nominacja | [ 172 ] |
| 2013 | People’s Choice Award             | Ulubiona chemia na ekranie (wraz z Channingiem Tatumem)                           | I że cię nie opuszczę                                  | Nominacja | [ 172 ] |
| 2015 | Nagroda Akademii Filmowej         | Najlepsza aktorka drugoplanowa                                                    | Spotlight                                              | Nominacja |         |